# Belotić (Vladimirci)
Belotić (Servisch: Белотић) is een plaats in de Servische gemeente Vladimirci. De plaats telt 552 inwoners (2002).